# Lista 100 najlepszych filmów XXI wieku według BBC
Lista 100 najlepszych filmów XXI wieku według BBC – ranking filmowy opracowany w sierpniu 2016 przez Brytyjską Korporację Nadawczą.
Listę opracowano na podstawie wyboru 177 krytyków filmowych z całego świata, którzy nadesłali swoje oceny dla dziesięciu ich zdaniem najlepszych obrazów nakręconych od 2000 roku.

## Lista najlepszych filmów XXI
| Nr  | Tytuł                                                             | Reżyser                          | Produkcja         | Rok  |
| --- | ----------------------------------------------------------------- | -------------------------------- | ----------------- | ---- |
| 1   | Mulholland Drive                                                  | David Lynch                      | Stany Zjednoczone | 2001 |
| 2   | Spragnieni miłości                                                | Wong Kar-Wai                     | Hongkong          | 2000 |
| 3   | Aż poleje się krew                                                | Paul Thomas Anderson             | Stany Zjednoczone | 2007 |
| 4   | Spirited Away: W krainie bogów                                    | Hayao Miyazaki                   | Japonia           | 2001 |
| 5   | Boyhood                                                           | Richard Linklater                | Stany Zjednoczone | 2014 |
| 6   | Zakochany bez pamięci                                             | Michel Gondry                    | Stany Zjednoczone | 2004 |
| 7   | Drzewo życia                                                      | Terrence Malick                  | Stany Zjednoczone | 2011 |
| 8   | I raz, i dwa                                                      | Edward Yang                      | Tajwan            | 2000 |
| 9   | Rozstanie                                                         | Asghar Farhadi                   | Iran              | 2011 |
| 10  | To nie jest kraj dla starych ludzi                                | Joel i Ethan Coenowie            | Stany Zjednoczone | 2007 |
| 11  | Co jest grane, Davis?                                             | Joel i Ethan Coenowie            | Stany Zjednoczone | 2013 |
| 12  | Zodiak                                                            | David Fincher                    | Stany Zjednoczone | 2007 |
| 13  | Ludzkie dzieci                                                    | Alfonso Cuarón                   | Wielka Brytania   | 2006 |
| 14  | Scena zbrodni                                                     | Joshua Oppenheimer               | Dania             | 2012 |
| 15  | 4 miesiące, 3 tygodnie i 2 dni                                    | Cristian Mungiu                  | Rumunia           | 2007 |
| 16  | Holy Motors                                                       | Leos Carax                       | Francja           | 2012 |
| 17  | Labirynt fauna                                                    | Guillermo del Toro               | Meksyk            | 2006 |
| 18  | Biała wstążka                                                     | Michael Haneke                   | Austria           | 2009 |
| 19  | Mad Max: Na drodze gniewu                                         | George Miller                    | Australia         | 2015 |
| 20  | Synekdocha, Nowy Jork                                             | Charlie Kaufman                  | Stany Zjednoczone | 2008 |
| 21  | Grand Budapest Hotel                                              | Wes Anderson                     | Stany Zjednoczone | 2014 |
| 22  | Między słowami                                                    | Sofia Coppola                    | Stany Zjednoczone | 2003 |
| 23  | Ukryte                                                            | Michael Haneke                   | Francja           | 2005 |
| 24  | Mistrz                                                            | Paul Thomas Anderson             | Stany Zjednoczone | 2012 |
| 25  | Memento                                                           | Christopher Nolan                | Stany Zjednoczone | 2000 |
| 26  | 25. godzina                                                       | Spike Lee                        | Stany Zjednoczone | 2002 |
| 27  | The Social Network                                                | David Fincher                    | Stany Zjednoczone | 2010 |
| 28  | Porozmawiaj z nią                                                 | Pedro Almodóvar                  | Hiszpania         | 2002 |
| 29  | WALL·E                                                            | Andrew Stanton                   | Stany Zjednoczone | 2008 |
| 30  | Oldboy                                                            | Park Chan-wook                   | Korea Południowa  | 2003 |
| 31  | Margaret                                                          | Kenneth Lonergan                 | Stany Zjednoczone | 2011 |
| 32  | Życie na podsłuchu                                                | Florian Henckel von Donnersmarck | Niemcy            | 2006 |
| 33  | Mroczny Rycerz                                                    | Christopher Nolan                | Stany Zjednoczone | 2008 |
| 34  | Syn Szawła                                                        | László Nemes                     | Węgry             | 2015 |
| 35  | Przyczajony tygrys, ukryty smok                                   | Ang Lee                          | Tajwan            | 2000 |
| 36  | Timbuktu                                                          | Abderrahmane Sissako             | Mauretania        | 2014 |
| 37  | Wujek Boonmee, który potrafi przywołać swoje poprzednie wcielenia | Apichatpong Weerasethakul        | Tajlandia         | 2010 |
| 38  | Miasto Boga                                                       | Fernando Meirelles               | Brazylia          | 2002 |
| 39  | Podróż do Nowej Ziemi                                             | Terrence Malick                  | Stany Zjednoczone | 2005 |
| 40  | Tajemnica Brokeback Mountain                                      | Ang Lee                          | Stany Zjednoczone | 2005 |
| 41  | W głowie się nie mieści                                           | Pete Docter                      | Stany Zjednoczone | 2015 |
| 42  | Miłość                                                            | Michael Haneke                   | Austria           | 2012 |
| 43  | Melancholia                                                       | Lars von Trier                   | Dania             | 2011 |
| 44  | Zniewolony                                                        | Steve McQueen                    | Stany Zjednoczone | 2013 |
| 45  | Życie Adeli                                                       | Abdellatif Kechiche              | Francja           | 2013 |
| 46  | Zapiski z Toskanii                                                | Abbas Kiarostami                 | Francja           | 2010 |
| 47  | Lewiatan                                                          | Andriej Zwiagincew               | Rosja             | 2014 |
| 48  | Brooklyn                                                          | John Crowley                     | Irlandia          | 2015 |
| 49  | Pożegnanie z językiem                                             | Jean-Luc Godard                  | Francja           | 2014 |
| 50  | Zabójczyni                                                        | Hou Hsiao-hsien                  | Tajwan            | 2015 |
| 51  | Incepcja                                                          | Christopher Nolan                | Stany Zjednoczone | 2010 |
| 52  | Choroba tropikalna                                                | Apichatpong Weerasethakul        | Tajlandia         | 2004 |
| 53  | Moulin Rouge!                                                     | Baz Luhrmann                     | Australia         | 2001 |
| 54  | Pewnego razu w Anatolii                                           | Nuri Bilge Ceylan                | Turcja            | 2011 |
| 55  | Ida                                                               | Paweł Pawlikowski                | Polska            | 2013 |
| 56  | Harmonie Werckmeistera                                            | Béla Tarr                        | Węgry             | 2000 |
| 57  | Wróg numer jeden                                                  | Kathryn Bigelow                  | Stany Zjednoczone | 2012 |
| 58  | Moolaadé                                                          | Ousmane Sembène                  | Senegal           | 2004 |
| 59  | Historia przemocy                                                 | David Cronenberg                 | Kanada            | 2005 |
| 60  | Światło stulecia                                                  | Apichatpong Weerasethakul        | Tajlandia         | 2006 |
| 61  | Pod skórą                                                         | Jonathan Glazer                  | Wielka Brytania   | 2013 |
| 62  | Bękarty wojny                                                     | Quentin Tarantino                | Stany Zjednoczone | 2009 |
| 63  | Koń turyński                                                      | Béla Tarr                        | Węgry             | 2011 |
| 64  | Wielkie piękno                                                    | Paolo Sorrentino                 | Włochy            | 2013 |
| 65  | Fish Tank                                                         | Andrea Arnold                    | Wielka Brytania   | 2009 |
| 66  | Wiosna, lato, jesień, zima... i wiosna                            | Kim Ki-duk                       | Korea Południowa  | 2003 |
| 67  | The Hurt Locker. W pułapce wojny                                  | Kathryn Bigelow                  | Stany Zjednoczone | 2008 |
| 68  | Genialny klan                                                     | Wes Anderson                     | Stany Zjednoczone | 2001 |
| 69  | Carol                                                             | Todd Haynes                      | Stany Zjednoczone | 2015 |
| 70  | Historie rodzinne                                                 | Sarah Polley                     | Kanada            | 2012 |
| 71  | Tabu                                                              | Miguel Gomes                     | Portugalia        | 2012 |
| 72  | Tylko kochankowie przeżyją                                        | Jim Jarmusch                     | Stany Zjednoczone | 2013 |
| 73  | Przed zachodem słońca                                             | Richard Linklater                | Stany Zjednoczone | 2004 |
| 74  | Spring Breakers                                                   | Harmony Korine                   | Stany Zjednoczone | 2012 |
| 75  | Wada ukryta                                                       | Paul Thomas Anderson             | Stany Zjednoczone | 2014 |
| 76  | Dogville                                                          | Lars von Trier                   | Dania             | 2003 |
| 77  | Motyl i skafander                                                 | Julian Schnabel                  | Francja           | 2007 |
| 78  | Wilk z Wall Street                                                | Martin Scorsese                  | Stany Zjednoczone | 2013 |
| 79  | U progu sławy                                                     | Cameron Crowe                    | Stany Zjednoczone | 2000 |
| 80  | Powrót                                                            | Andriej Zwiagincew               | Rosja             | 2003 |
| 81  | Wstyd                                                             | Steve McQueen                    | Wielka Brytania   | 2011 |
| 82  | Poważny człowiek                                                  | Joel i Ethan Coenowie            | Stany Zjednoczone | 2009 |
| 83  | A.I. Sztuczna inteligencja                                        | Steven Spielberg                 | Stany Zjednoczone | 2001 |
| 84  | Ona                                                               | Spike Jonze                      | Stany Zjednoczone | 2013 |
| 85  | Prorok                                                            | Jacques Audiard                  | Francja           | 2009 |
| 86  | Daleko od nieba                                                   | Todd Haynes                      | Stany Zjednoczone | 2002 |
| 87  | Amelia                                                            | Jean-Pierre Jeunet               | Francja           | 2001 |
| 88  | Spotlight                                                         | Tom McCarthy                     | Stany Zjednoczone | 2015 |
| 89  | Kobieta bez głowy                                                 | Lucrecia Martel                  | Argentyna         | 2008 |
| 90  | Pianista                                                          | Roman Polański                   | Polska            | 2002 |
| 91  | Sekret jej oczu                                                   | Juan José Campanella             | Argentyna         | 2009 |
| 92  | Zabójstwo Jesse’ego Jamesa przez tchórzliwego Roberta Forda       | Andrew Dominik                   | Stany Zjednoczone | 2007 |
| 93  | Ratatuj                                                           | Brad Bird                        | Stany Zjednoczone | 2007 |
| 94  | Pozwól mi wejść                                                   | Tomas Alfredson                  | Szwecja           | 2008 |
| 95  | Kochankowie z Księżyca. Moonrise Kingdom                          | Wes Anderson                     | Stany Zjednoczone | 2012 |
| 96  | Gdzie jest Nemo?                                                  | Andrew Stanton i Lee Unkrich     | Stany Zjednoczone | 2003 |
| 97  | Biała Afryka                                                      | Claire Denis                     | Francja           | 2009 |
| 98  | 10                                                                | Abbas Kiarostami                 | Iran              | 2002 |
| 99  | Zbieracze i zbieraczka                                            | Agnès Varda                      | Francja           | 2000 |
| 100 | Carlos                                                            | Olivier Assayas                  | Francja           | 2010 |
| 100 | Requiem dla snu                                                   | Darren Aronofsky                 | Stany Zjednoczone | 2000 |
| 100 | Toni Erdmann                                                      | Maren Ade                        | Niemcy            | 2016 |